# Captain EO
Captain EO ist ein Science-Fiction-Kurzfilm des Regisseurs Francis Ford Coppola aus dem Jahr 1986 in 3D mit Michael Jackson in der Hauptrolle. Der Film wurde und wird ausschließlich in den Disney-Vergnügungsparks gezeigt.

## Handlung
Captain EO wird mit seiner chaotischen Crew, zu der die doppelköpfige Navigatorin Idee und Odee, der elefantenähnliche Hooter, der roboterähnliche Offizier Major Domo und ein Wuscheltier namens Fuzzball gehören, ausgesandt, um der bösen Königin eines grauen Maschinenplaneten ein Geschenk zu bringen.
Nachdem die Gruppe um Captain EO dort ankommt, will die Königin die Eindringlinge zunächst in den Kerker werfen lassen. Doch diese bauen ihre mitgebrachten futuristischen Musikinstrumente auf und Captain EO beginnt zu singen und zu tanzen. Dabei werden selbst die verrosteten Maschinenherzen der Bewohner weich und der Planet verwandelt sich in ein blühendes Paradies.

## Hintergrund
Obwohl der Film nur 17 Minuten lang ist, galt er als bis dahin aufwändigste Filmproduktion. Die Produktionskosten wurden auf 23,7 Millionen US-Dollar geschätzt, was Captain EO zu dem damaligen Zeitpunkt (auf Bezug auf Kosten pro Minute Film) zum teuersten Film machte.
Der Film enthält zwei Titel von Michael Jackson: We Are Here To Change The World (auf dem Album The Ultimate Collection), sowie Another Part Of Me (auf dem Album Bad).

## Veröffentlichung
Obgleich die Präsentation des Filmes nur für circa 4 Jahre vorgesehen war, wurde er aufgrund des ungebrochenen Publikumsinteresses erst 1998 nach 12-jähriger Laufzeit abgesetzt. Später wurde er aufgrund der Weiterentwicklung der technischen Möglichkeiten von einem neuen 3D-Film ersetzt.
- Epcot 12. September 1986 bis 6. Juli 1994 – wieder aufgeführt vom 2. Juli 2010 bis 6. Dezember 2015
- Disneyland 18. September 1986 bis 7. April 1997 – wieder aufgeführt seit 23. Februar 2010
- Tokyo Disneyland 20. März 1987 bis 1. September 1996 – wieder aufgeführt seit 1. Juli 2010
- Disneyland Paris 12. April 1992 bis 17. August 1998 – wieder aufgeführt vom 12. Juni 2010 bis 12. April 2015

Der Film wurde ein einziges Mal im Musik-Fernsehsender MTV gezeigt, allerdings nur in einer 2D-Version.